# Thersites
Thersites, en grek, vilken i Iliaden skildras som, "den fulaste man, som till Ilion lände", tillika feg och begåvad med en ondskefull tunga. Då han riktade sina smädelser mot överbefälhävaren, Agamemnon, och sökte egga krigsfolket till myteri, tuktades han, under ljudligt bifall från "akeiska männer", eftertryckligt av Odysseus. Enligt en yngre saga blev han sedermera dödad av Akilles. Thersites är den förste i grekiska litteraturen framträdande representanten för den demagogiska oppositionen. Även Shakespeare har, i Troilus och Cressida, gett en grotesk skildring av honom.                             